# Moustapha Safouan
Moustapha Safouan est un psychanalyste lacanien français, d'origine égyptienne, né le 17 mai 1921 à Alexandrie et décédé le 7 novembre 2020, à Paris. Auteur d'une quinzaine d'ouvrages, traducteur en langue arabe, il fait partie des premiers psychanalystes à suivre Jacques Lacan.

## Biographie

### Enfance
Moustapha Safouan naît en 1921 à Alexandrie, sa mère est femme au foyer mais ne porte pas le voile et son père est instituteur, militant communiste, arrêté et emprisonné par les autorités pendant trois ans, en 1924. Il a une sœur cadette. Il grandit dans un milieu qu'il qualifie de « lettré » et où « le mot d'esprit fusait »,, à une époque où se diffuse le féminisme de Huda Sharawi ou le réformisme de l'islam de Mohamed Abduh,. 

### Études
Ses études universitaires de philosophie l’amènent à suivre des cours de Émile Bréhier, André Lalande, Alexandre Koyré, Jean Grenier ou John Wisdom et à rencontrer Moustapha Ziwar, philosophe, médecin et psychologue, premier psychanalyste égyptien, membre de l'API. Celui-ci  lui fait découvrir Sigmund Freud, le suivra à Paris et lui conseillera d'entreprendre une psychanalyse,.
Il enseigne quelques années au lycée français d’Alexandrie et en Irak et quitte l’Égypte à la fin de la Deuxième Guerre mondiale, pour poursuivre ses études en Europe :  destiné par ses professeurs à entrer à Cambridge, des retards dans les inscriptions dus à la guerre, et une bourse, le poussent à s'inscrire à la Sorbonne en 1946,,.

### Psychanalyse
Il commence une analyse (qui deviendra par la suite didactique) en 1946, avec Marc Schlumberger sur les conseils de Sacha Nacht,. C'est lorsqu'il est candidat à la Société psychanalytique de Paris pour devenir psychanalyste en 1947 qu'il entend les premières interventions de Jacques Lacan, il suivra également quelques conférences que celui-ci faisait auprès d'Henri Ey.  En 1949, il devient psychanalyste, et reçoit ses premiers patients sous le contrôle de Lacan,. C’est l'un de ses premiers fidèles et l'un des premiers à suivre son séminaire, en 1951 au 3, rue de Lille.
En 1953, à la suite de vacances prises en Égypte, il se retrouve bloqué cinq ans dans le pays à cause du coup d’État de Nasser, il assure alors un enseignement de psychologie dans le département créé par Moustapha Ziwar et effectue la première traduction en arabe de L'interprétation des rêves de Freud,.
En 1958, il revient en France et participe à nouveau aux séminaires de Lacan. Il s'installera par la suite à Strasbourg, où il côtoie Daniel Lagache et surtout Didier Anzieu avec qui il se lie d'amitié.

## Recherches
Moustapha Safouan est l'auteur d'une œuvre notable, principalement psychanalytique avec La sexualité féminine dans la doctrine freudienne en 1976, Jacques Lacan et la question de la formation des analystes, 1983, La Parole ou la Mort en 1996 (édition revue en 2010). L'un de ses ouvrages les plus notables est La Psychanalyse. Science, thérapie — et cause publié en 2013,. Il a également écrit un ouvrage remarqué sur la situation actuelle du monde arabe, Pourquoi le monde arabe n’est pas libre : Politique de l’écriture et terrorisme religieux, d'abord écrit en anglais et publié en France en 2008,.
Il s'est aussi bien intéressé à des questions théoriques comme le complexe d'Œdipe, la castration, la fonction paternelle que pratiques sur le transfert, la formation des psychanalystes et la transmission du savoir psychanalytique.

## Traducteur
Il a traduit en arabe L'Interprétation des rêves de Freud, par un concours de circonstance, à la suite du coup d’État de Nasser en 1953, il s'est retrouvé bloqué en Égypte où il était en vacances et devait travailler cinq ans à l’université pour pouvoir ressortir du pays ; la difficulté était de rendre compte du ton de Freud, de retrouver la fluidité de l'allemand et le fait que certains mots n'avaient aucun équivalent arabe (il n'existait pas à l'époque de travail de traduction arabe des termes psychanalytiques) ; le livre a été l'un des plus vendus de « de Beyrouth au Maroc » sans que Moustapha Safouan ne touche aucun droit d'auteur.
Il a également traduit en démotique égyptien Othello de Shakespeare, son choix s'est porté sur cette pièce parce que le personnage est arabe et porte un nom arabe et dont l'univers lui semble plus accessible à la culture arabe que d'autres pièces de Shakespeare tout en portant les thèmes de la place de la femme et de la jalousie, il estime cependant que cette traduction est un échec parce que la pièce n'est pas lue ou mal jouée.

## Publications

### Études et essais
- « Le Structuralisme en psychanalyse » in Qu'est-ce que le structuralisme, Paris Seuil, 1973
- Études sur l'Œdipe ; Introduction à une théorie du sujet, Paris, Seuil, 1974
- La sexualité féminine dans la doctrine freudienne, Paris, Seuil, 1976
- L'Échec du principe du plaisir, Paris, Seuil, 1979
- L'Inconscient et son scribe, Paris, Seuil, 1982
- Jacques Lacan et la question de la formation des analystes, Paris, Seuil, 1983
- Le Transfert et le Désir de l'analyste, Paris, Seuil, 1988
- La Parole ou la Mort, Paris, Seuil, 1996 ; nouvelle édition revue 2010
- Lacaniana. Les séminaires de Jacques Lacan 1953-1963, Paris, Seuil, 2001
- Dix conférences de psychanalyse, Paris, Fayard, 2001
- Travailler avec Lacan, Paris, Aubier, 2007, direction de Mousatsapha Saoufan et Alain Didier-Weill, et alii.
- Pourquoi le monde arabe n'est pas libre : politique de l'écriture et terrorisme religieux, trad. de l'anglais Catherine et Alain Vanier, Paris, Denoël, 2008
- Le langage ordinaire et la différence sexuelle, Paris, Odile Jacob, 2009
- Petite Grammaire du quotidien. Paradoxe de la langue quotidienne, Claudine Normand, préface de Moustapha Safouan, Paris, Hermann, 2010
- La Psychanalyse. Science, thérapie — et cause, Vincennes, Éditions Thierry Marchaisse, 2013, réédition chez Folio en 2017.
- Chemins traversiers, avec Jean Clavreul et Michèle Montrelay (préface de Jacques Sédat), Paris, Editions des Crépuscules, 2014[8]
- Regard sur la civilisation œdipienne. Désir et finitude, Paris, Hermann, 2015
- Le puits de la vérité : la psychanalyse et la science, Paris, Hermann 2017
- La civilisation post-œdipienne, Paris, Hermann, 2018,  (ISBN 978 2 7056 9580 4)
- L'inconscient à demi-mot, avec Sylvain Frérot, Paris, Editions des Crépuscules, 2020

### Traductions en arabe
- Sigmund Freud, L’Interprétation des rêves (Tafsir al-Ahlam), éditions Dar Al-Maaref, Le Caire, 1959
- Georg Wilhelm Friedrich Hegel, Phénoménologie de l'esprit, (Ilm ẓuhūr al-ʿaql. al-Muǧallad), éditions Dār al-ṭalīʿaẗ li-l-ṭibāʿaẗ wa-al-našr, Beyrouth, 1981
- Étienne de La Boétie, Discours de la servitude volontaire (Al-U’boudyya al-Mokhtara), éditions Dar Al-Ahali, Le Caire (ainsi que plusieurs éditions pirates dans le monde arabe), 1990
- William Shakespeare, Othello (Masrahiyat 'Utayl), éditions de la Librairie Anglo-Américaine, Le Caire, 1998

### Sources
: document utilisé comme source pour la rédaction de cet article.
- Alain Rubens, « Pour éviter le choc des civilisations », L'Express, SFR Presse,‎ 1er mars 2008 (lire en ligne)
- Philippe Petit et Claire Poinsignon, « Moustapha Safouan » [], A voix nue, sur France Culture, 12 novembre 2012 (consulté le 28 avril 2019).
- Robert Maggiori, « Divan au long cours », Libération,‎ 15 janvier 2014 (lire en ligne).
- Michel Plon et Tiphaine Samoyault, « Grand entretien avec le psychanalyste Moustapha Safouan », En attendant Nadeau,‎ 9 mai 2017 (lire en ligne).
- Christian Hoffmann et Alain Vanier, « Entretien avec Moustapha Safouan », Figures de la psychanalyse, vol. 20, no 2,‎ 2010, p. 179 (ISSN 1623-3883, DOI 10.3917/fp.020.0179)
- Gérard Khoury, « Un entretien avec Moustapha Safouan », sur Manifeste des libertés, 12 juin 2008 (consulté le 28 avril 2019).